# Traginops moremii
Traginops moremii är en tvåvingeart som beskrevs av Timothy M. Cogan 1975. Traginops moremii ingår i släktet Traginops och familjen tickflugor.
Artens utbredningsområde är Botswana. Inga underarter finns listade i Catalogue of Life.